# Norellisoma femorale
Norellisoma femorale är en tvåvingeart som först beskrevs av Friedrich Hermann Loew 1864.  Norellisoma femorale ingår i släktet Norellisoma och familjen kolvflugor. Inga underarter finns listade i Catalogue of Life.